# اسپایک لی
شلتون جکسون «اسپایک» لی (به انگلیسی: Shelton Jackson "Spike" Lee) (زاده ۲۰ مارس ۱۹۵۷) کارگردان برنده جایزه امی آمریکایی و برنده جایزه اسکار است.
اکثر فیلم‌های اسپایک لی با مسائل نژادی، اجتماعی و سیاسی در آثار خود مشهود است..
اسپایک لی در سال ۲۰۲۱ رئیس هیئت داوران هفتاد و چهارمین دوره جشنواره کن شد همچنین او اولین فرد سیاه‌پوستی بود که این سمت را به عهده گرفت.

## زندگی
اسپایک لی با نام اصلی شلتون جکسون لی، در ۲۰ مارس ۱۹۵۷ در آتلانتا، جورجیا به دنیا آمد. پدر او نوازنده و آهنگساز جاز و مادرش معلم هنر و ادبیات سیاه‌پوستان بود. در سنین جوانی، خانواده او به بروکلین نیویورک نقل مکان کردند. «اسپایک» نامی است که در دوران کودکی، مادرش او را با این نام صدا می‌زد. او در بروکلین به دبیرستان «جان دیویی» رفت. پس از آن در کالج «مور هاوس» به تحصیل پرداخت و مبانی رشته فیلم‌سازی را در آنجا یادگرفت. اسپایک لی پس از پایان تحصیلاتش در «مورهاوس»، به دانشگاه هنرهای زیبا رفت و در رشته فیلم‌سازی مشغول به تحصیل شد.
او شرکت 40 Acres and a Mule Filmworks را در سال ۱۹۸۶ تأسیس کرد.
لی، در ۱۹۹۰، برای فیلم کار درست را بکن نامزد جایزه اسکار بهترین فیلمنامه غیراقتباسی شد و در سال ۱۹۹۸، برای «۴ دختر کوچک» در بخش بهترین مستند بلند نامزد بود. او در ۲۲ ژانویه ۲۰۱۹، با فیلم «بلکککلنزمن»، برای اولین بار در دوران حرفه‌ای خود، نامزد دریافت اسکار بهترین فیلم و بهترین کارگردانی شد.
لی در سال ۲۰۲۱ رئیس هیئت داوران جشنواره فیلم کن بود.

## بخشی از فیلم‌شناسی
- می‌خواهد به دستش بیاورد (۱۹۸۶)
- گیجی مدرسه (۱۹۸۸)
- کار درست را بکن (۱۹۸۹)
- بهترین بلوز (۱۹۹۰)
- تب جنگل (۱۹۹۱)
- مالکوم ایکس (۱۹۹۲)
- کروکلین (۱۹۹۴)
- لومیر و شرکا (۱۹۹۵)
- دختر ۶ (۱۹۹۵)
- تابستان سام (۱۹۹۹)
- گول خورده (۲۰۰۰)
- سلطان‌های کمدی اورژینال (۲۰۰۰)
- ده دقیقه بزرگ‌تر (۲۰۰۲)
- بیست‌وپنجمین ساعت (۲۰۰۲)
- او از من متنفر است (۲۰۰۴)
- مرد نفوذی (۲۰۰۶)
- بد ۲۵ (۲۰۱۲ مستند)
- اولدبوی (۲۰۱۳)
- بلکککلنزمن (۲۰۱۸)
- ۵ هم خون (۲۰۲۰)